# El Cisco
El Cisco ist ein 1966 entstandener Italowestern, den Sergio Bergonzelli inszenierte. Der Film wurde am 25. August 1967 erstmals in Deutschland aufgeführt. Alternativtitel ist Wenn der Sargmacher lächelt.

## Inhalt
El Cisco wurde ein Bankraub in Dallas in die Schuhe geschoben. Fünf Jahre lang stand er auf Fahndungsplakaten und wurde durch den Westen gejagt. Neben der Flucht versuchte er selbst, die tatsächlichen Schuldigen zu finden. Seine Suche führt ihn nach Calabasas in New Mexico, wo er beim Rancher Lowell Arbeit findet. Der Ort ist unter der Kontrolle des mexikanischen Banditen El Tuscarola und seiner Leute, die im örtlichen Deputy einen Verbündeten haben. Die Bande überfällt die Ranch von Lowell, tötet die Verteidiger und vergewaltigt Edda Lowell. Zum Schein schließt sich daraufhin El Cisco der Bande an, haut sie übers Ohr und ins Gesicht und wird fortan von ihnen gejagt. Schließlich findet El Cisco mit Hilfe eines Totengräbers die wahren Schuldigen und bringt sie durch „Küsse auf die Stirn“ (Schüsse zwischen die Augen) und seine allgegenwärtigen explodierenden Zigarren in die Niederlage.

## Kritiken
Besonders gut schnitt der Film nicht ab; Christian Keßler hält ihn „trotz der vielen Zigarren für keine solche“, das Lexikon des internationalen Films urteilt knappstens „stereotyp“, und auch Ulrich Bruckner nennt ihn „unbedeutend ohne besondere Höhepunkte“. Auch der Evangelische Film-Beobachter bläst ins gleiche Horn: „Ein rüder Italo-Western, der – trotz geringer Vorzüge – [...] nicht zu empfehlen ist.“